# Sternidius imitans
Sternidius imitans là một loài bọ cánh cứng trong họ Cerambycidae.